# Alkes
Alkes (von arabisch الكأس, DMG al-kaʾs ‚der Becher‘), Bayer-Bezeichnung (Alpha Crateris, kurz α Crt) ist ein Stern der Spektralklasse K1 mit einer scheinbaren Helligkeit von 4,2 mag. α Crateris ist etwa 160 Lichtjahre von der Erde entfernt.